# Marit Dopheide
Marit Dopheide (née le 28 décembre 1990) à Santiago (Chili), est une athlète néerlandaise spécialiste des 100, 200 et 400 mètres.

## Carrière
En 2011, elle remporte une médaille de bronze, sur 200 mètres aux Championnats d'Europe espoirs d'athlétisme 2011 à Ostrava, en République tchèque, en 23 s 32. En 2012, elle accompagne le relais 4×100 mètres pour remporter la médaille d'argent avec, Kadene Vassell, Dafne Schippers, Eva Lubbers et Jamile Samuel.

### Records
| Épreuve    | Performance | Lieu    | Date            |
| ---------- | ----------- | ------- | --------------- |
| 100 mètres | 11 s 74     | Leyde   | 9 juin 2012     |
| 200 mètres | 23 s 32     | Ostrava | 16 juillet 2011 |
| 400 mètres | 53 s 25     | Hengelo | 8 juin 2014     |